# Jim Dorey
Robert James Dorey (Toronto, 17 agosto 1947) è un allenatore di hockey su ghiaccio ed ex hockeista su ghiaccio canadese.
Nel corso della carriera ha giocato come difensore nella NHL e nella WHA.

## Carriera
In occasione dell'NHL Amateur Draft 1964 Dorey, allora giocatore dei Niagara Falls Flyers, fu scelto in ventitreesima posizione assoluta dai Toronto Maple Leafs. Concluse la sua carriera giovanile sempre nella OHA con la maglia dei London Knights.
Nel 1967 diventò un giocatore professionista entrando nell'organizzazione dei Maple Leafs, giocando per il primo anno in tre diverse leghe minori: in AHL con i Rochester Americans, nella WHL con i Phoenix Roadrunners e infine in CHL con i Tulsa Oilers, vincendo con questi ultimi il titolo. L'anno successivo debuttò in NHL stabilendo all'esordio il record di minuti di penalità, 48 contro i Pittsburgh Penguins. Rimase a Toronto fino al 1972 totalizzando oltre 500 minuti di penalità.
Nella primavera di quell'anno fu ceduto ai New York Rangers per timore di un suo trasferimento nella WHA. Dorey giocò solo due partite a causa di un infortunio alla spalla. Quell'estate si trasferì comunque nella lega rivale allettato dalla possibilità di ricevere uno stipendio migliore. Con i New England Whalers vinse il primo Avco World Trophy nel 1973 e prese parte a due All-Star Game. Nel dicembre del 1974 ritornò a giocare a Toronto ma con la formazione dei Toros. Nel 1976 passò ai Quebec Nordiques, con cui vinse il secondo titolo in carriera nel 1977.
Concluse la propria carriera nel 1979, ritornando a giocare per un breve frangente nella stagione 1980-81 in AHL con i New Haven Nighthawks. Negli anni successivi entrò a far parte dello staff dei Kingston Canadians, squadra della Ontario Hockey League.

## Palmarès

### Club
- Avco World Trophy: 2

New England: 1972-1973
Québec: 1976-1977
- Adams Cup: 1

Tulsa: 1967-1968

### Individuale
- WHA Second All-Star Team: 1

1972-1973
- WHA All-Star Game: 3

1973, 1974, 1978